# Nicobiini
Nicobiini es una tribu de escarabajos polífagos de la familia Ptinidae.

## Géneros
- Anobiopsis
- Nicobium
- Trichodesma